# Antonowo (Bułgaria)
Antonowo (bułg. Антоново) – miasto w Bułgarii, w obwodzie Tyrgowiszte. Jest ośrodkiem administracyjnym gminy Antonowo.
Miasto położone na drodze krajowej Sofia - Warna.

## Miasta partnerskie
- Beimelek
- Roccafiorita